# Ogród Botaniczny Uniwersytetu Wileńskiego
Ogród Botaniczny Uniwersytetu Wileńskiego (lit. Vilniaus universiteto Botanikos sodas) – ogród botaniczny Uniwersytetu Wileńskiego założony w 1781, położony na Zakrecie (ogród założony w 1919) i na Kojranach (ogród założony w 1974).
Pierwszy ogród botaniczny w Wilnie został założony w 1781 przez Jeana-Emmanuela Giliberta i Georga Forstera na dziedzińcu Collegium Medicum. W 1806 roku zbudowano na jego terenie cieplarnie i oranżerie, a dwa lata później ogród poszerzono o tereny za rzeką. Po powstaniu listopadowym w 1832 roku Uniwersytet Wileński zamknięto, a ogród przekazano Akademii Medyko–Chirurgicznej, by w 1842 r. go zamknąć. W następnych latach na jego terenie znajdowała letnia rezydencja generał-gubernatora.
W 1864 roku dawny ogród botaniczny przeszedł na własność miasta. W latach 1870–1872 architekt Nikołaj Czagin połączył ogrody Botaniczny, Bernardyński i Katedralny (Zamkowy) w jedną całość. W 1880 roku władze miasta przekształciły nowe założenie w park miejski, który zaprojektował w latach 1806–1808 Aleksander Władysław Strauss. 
W latach 1919–1939 ogród botaniczny Uniwersytetu Stefana Batorego położony był na Zakrecie, na Wilczej Łapie, w zakolu Wilii. Ogród założono w 1919, a uruchomiono w roku następnym. Organizatorem ogrodu był Piotr Wiśniewski. Ogród sukcesywnie rozbudowywano, zwiększała się także liczba uprawianych gatunków (2800 w 1937). 
Obecnie (XXI w.) wileński ogród jest największy na Litwie, obejmuje 199 hektarów, a rośnie w nim 10 000 gatunków i działa w dwóch lokalizacjach, z których jedną jest ogród z czasów II RP. Okupację niemiecką ogród przetrwał bez większych zniszczeń, poważnie zniszczony został dopiero podczas walk o Wilno w 1944 r. i w następnych latach nie był odbudowywany. Renowacja ogrodu miała miejsce w drugiej połowie lat 1950., gdy uporządkowano zbiory, zaś w latach 1960. wybudowano trzy nowe szklarnie, a powierzchnię Ogrodu powiększono do 7,35 ha (w 1971 r. osiągnięto liczbę 4000 gatunków).
W 1974 założono nowy ogród botaniczny w Kojranach, na wschód od Wilna, o powierzchni 150 ha, a dotychczasowy ogród na Zakrecie został oddziałem nowego. 
Dyrektorzy:
- Piotr Wiśniewski (1919–1923)
- Józef Trzebiński (1924–1937)
- Franciszek Ksawery Skupieński (1937–1939)
- Konstantin Regel (1939–1940)
- Jakub Mowszowicz (1944–1945)
- Aldona Łuczyńska (1954–1974)